# Peterselie-eiland
Het Peterselie-eiland (Berbers: Tuṛa, Spaans: Isla Perejil, Arabisch: Leila, Nacht of Djazirat Tura Peterselie eiland) is een onbewoond eiland in de Straat van Gibraltar tussen de Middellandse Zee en de Atlantische Oceaan. Het is 500 meter lang en op zijn breedst 300 meter, en ligt ongeveer 200 meter verwijderd van de Marokkaanse kust en acht kilometer van de Spaanse exclave Ceuta. Het hoogste punt ligt 74 meter boven de zeespiegel.
Het is een van de Plazas de soberanía, de Spaanse exclaves aan de Marokkaanse kust. Zowel Spanje als Marokko maken aanspraak op Peterselie-eiland. De Spaanse aanspraken zijn gebaseerd op het feit dat het eiland niet genoemd wordt in het onafhankelijkheidsverdrag van Marokko, de Marokkaanse zijn geopolitiek en historisch gemotiveerd.

## Geschiedenis
In 1415 veroverde Portugal het eiland tezamen met de stad Ceuta. Na het uiteenvallen van de Iberische Unie in 1640 werd het eiland evenals de stad Ceuta Spaans. In 1668 erkende Portugal bij de Vrede van Lissabon de Spaanse soevereiniteit. In 1806 werd het eiland door Groot-Brittannië bezet en bij Gibraltar gevoegd. In 1813 verlieten de Britten het eiland. Peterselie-eiland en Ceuta werden in 1912 niet bij het Spaanse protectoraat in Noord-Marokko gevoegd en bleven bij Spanje toen Spaans-Marokko in 1956 overgedragen werd aan het onafhankelijk geworden Marokko.

### Operatie Romeo-Sierra
Op 11 juli 2002 bezette een eenheid van Marokkaanse marine het eiland – volgens een Marokkaanse verklaring om van daaruit de illegale immigratie in de gaten te houden. Dit lieten de Spanjaarden niet op zich zitten, en op 17 juli werden de Spaanse landmacht, marine en luchtmacht ingezet om de Marokkanen, die geen tegenstand boden, te verwijderen en via Ceuta naar Marokko terug te brengen. Tevens vervingen ze de Marokkaanse vlag door de Spaanse.
Spanje reageerde met zulke overmacht omdat het de actie van Marokko als een test interpreteerde. Het wil namelijk voorkomen dat Marokko probeert zijn aanspraken op de beide Spaanse exclaves Ceuta en Melilla aan de Marokkaanse kust, die zich in een vergelijkbare situatie als het Peterselie-eilandje bevinden, waar te maken.
De Europese Unie stond achter Spanje. Door bemiddeling van de Verenigde Staten kwamen de twee landen overeen om de status quo van voor 11 juli te herstellen. Sindsdien worden er weer slechts geiten geweid.

## Galerij

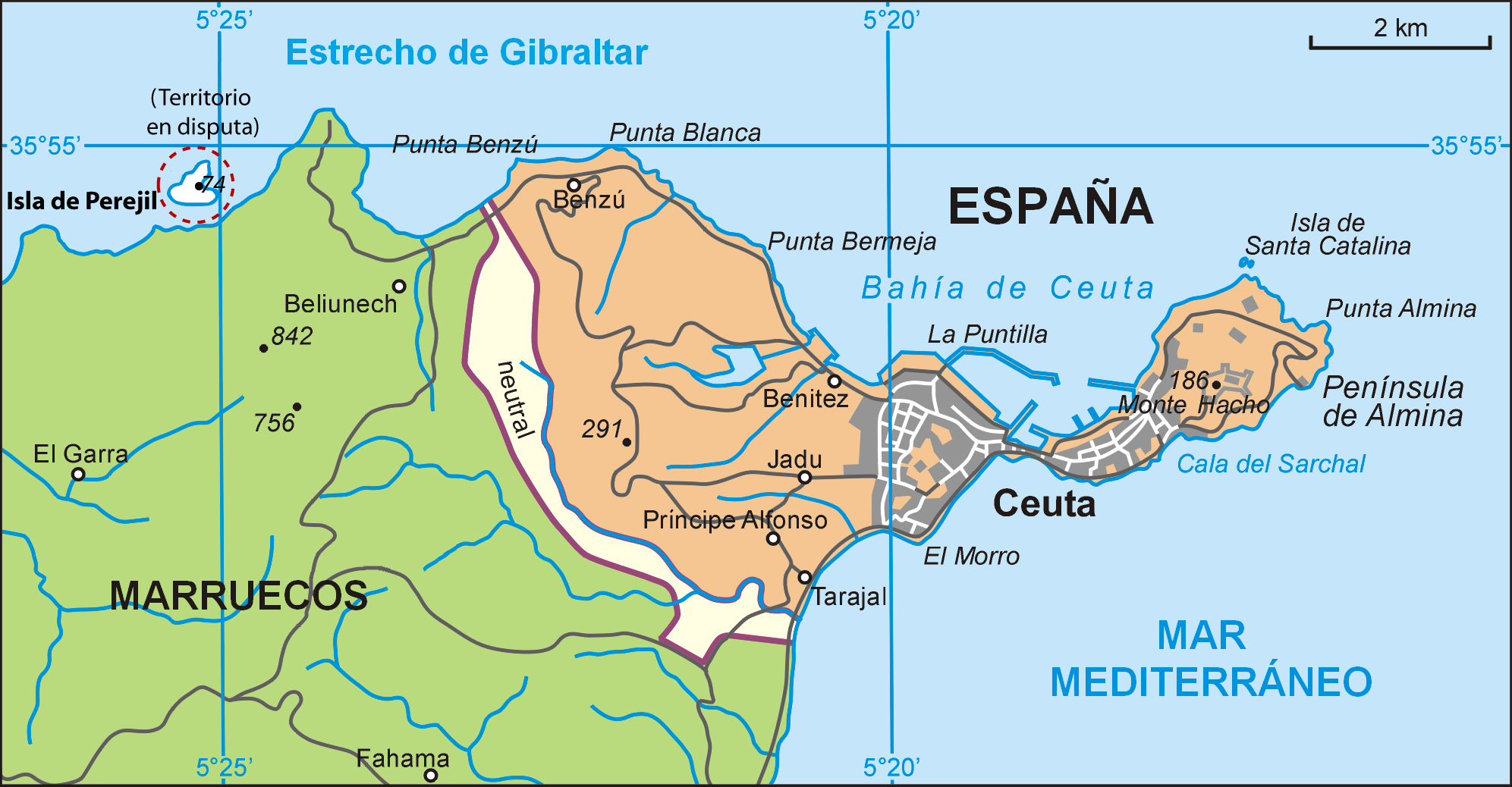
Kaart van Ceuta en Peterselie-eiland
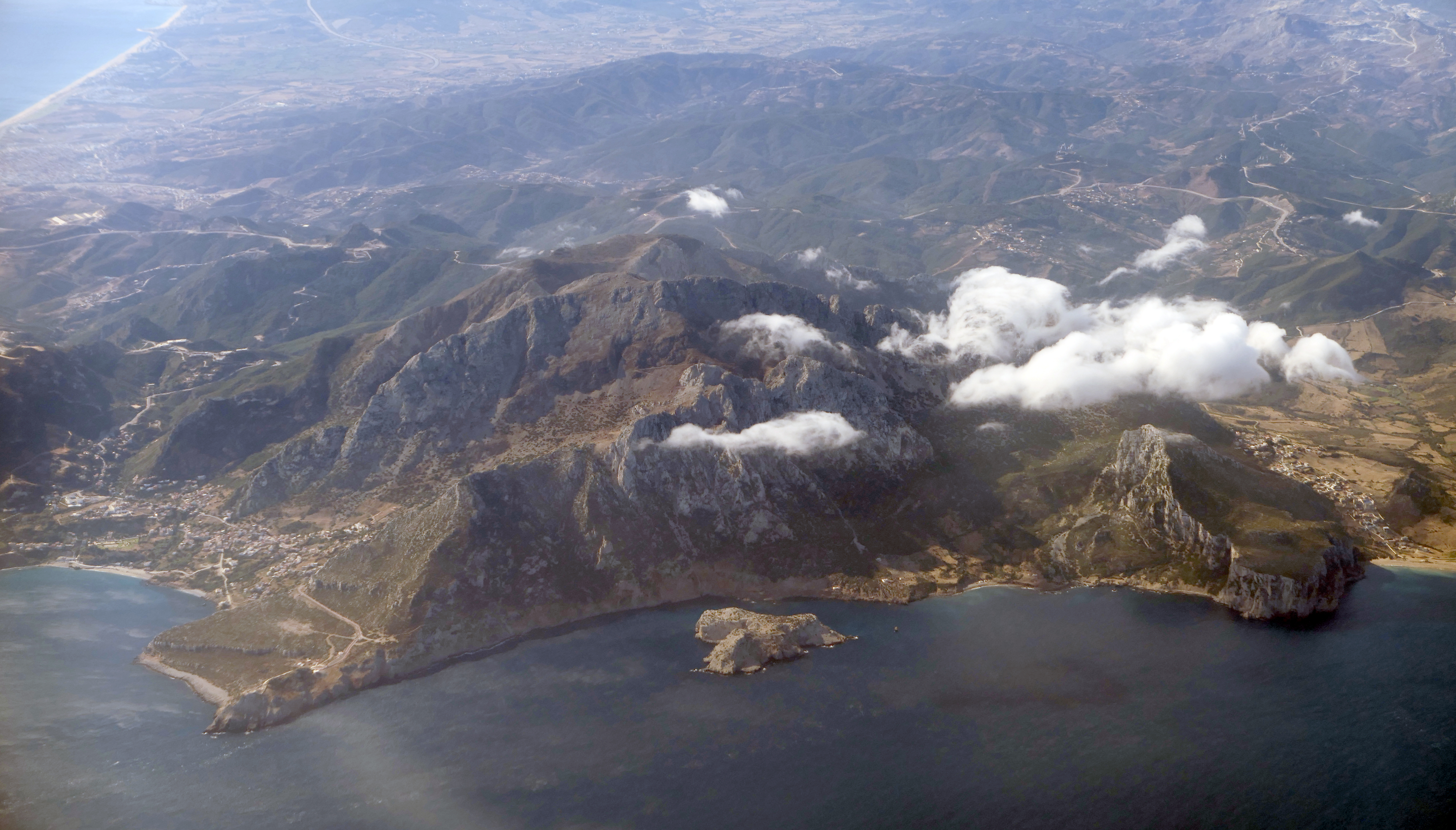
Luchtfoto van Peterselie-eiland en de Mozesberg (Jebel Musa)
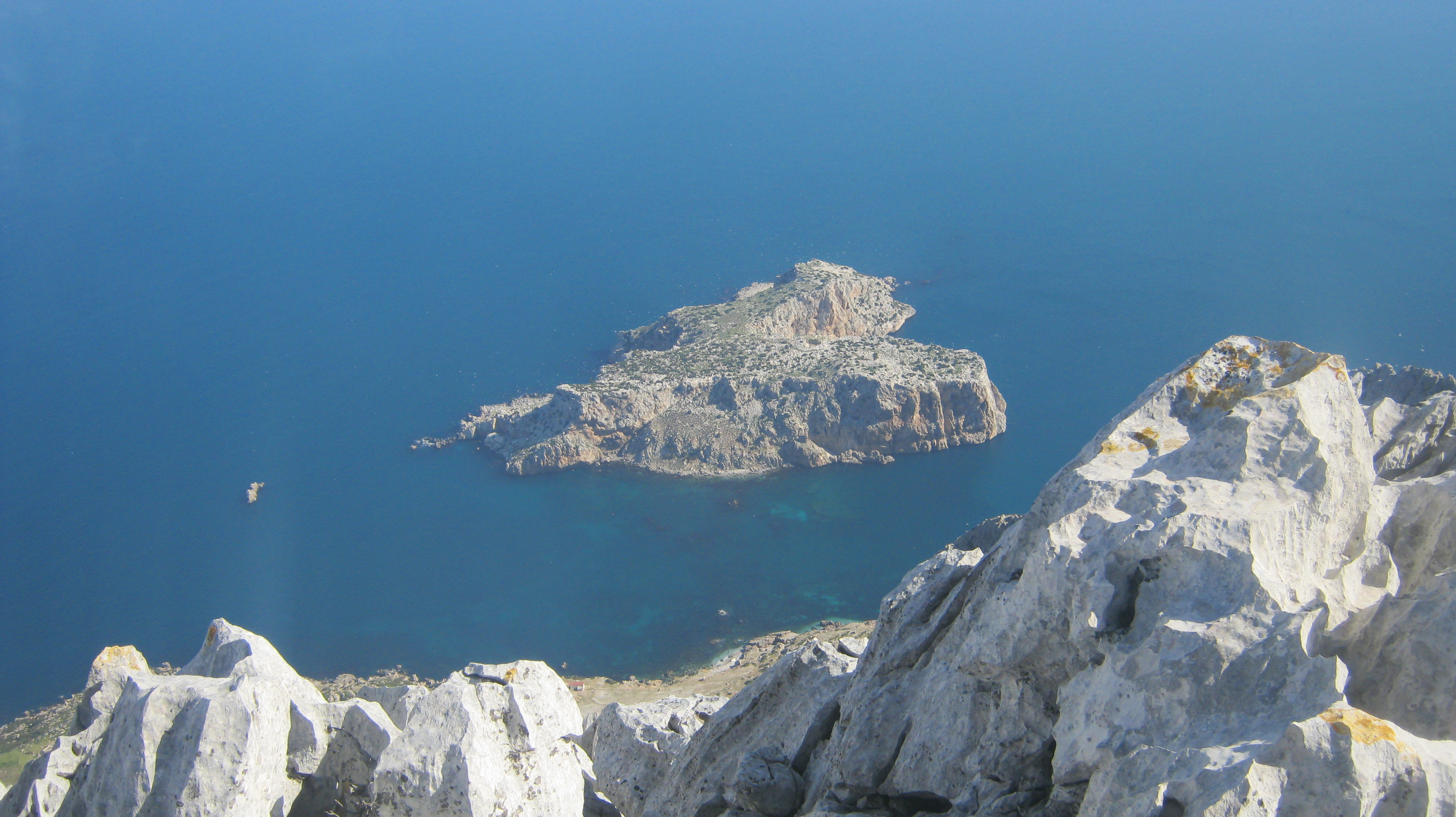
Peterselie-eiland vanuit de Marokkaanse kust gezien